# 268
Cette page concerne l'année 268  du calendrier julien. Pour l'année 268 av. J.-C., voir 268 av. J.-C. Pour le nombre 268, voir 268 (nombre).
L'année 268 est une année bissextile qui commence un mercredi.

## Événements
- Printemps[1] : Gallien combat les Goths en Thrace, où il joint les forces de Dexippe. Il remporte une victoire indécise sur le fleuve Nestus (Nessos), où 3000 Goths et Hérules sont tués[2] (ou en 269). Il doit conclure un accord avec le roi hérule Naulobatus, qui obtient la dignité consulaire en échange de son retrait[1].
- Début de l’été : Gallien confie la garde de la frontière du Danube à Marcianus et marche sur l’Italie du Nord pour combattre l’usurpateur Auréolus, qui battu à Pons Aureolus (Pontirolo), se réfugie à Mediolanum (Milan) où il est assiégé par Gallien[1].

- Septembre : assassinat de Gallien par des officiers illyriens, réunis en conseil de guerre au siège de Milan, alors qu’il tentait de réprimer la révolte d’Auréolus, chef de la cavalerie. Début du règne de Claude II le Gothique, empereur romain (fin en 270). Claude II, mandataire de l’armée danubienne, devient le premier empereur illyrien. Il bat Auréolus à Milan qui est tué par ses soldats[1].
- Novembre : Claude II remporte une grande victoire sur les Alamans près du lac Benacus (lac de Garde)[3].

- Les Hérules ravagent la Pamphylie[4].

## Décès en 268
- Gallien, empereur romain.
- Auréolus, usurpateur
- 26 décembre : Denys (pape)